# 조우전
조우전(遭遇戰, meeting engagement)은 불완전하게 전개된 부대가 이동 중에 예기치 않게 적과 만나 교전하게 된 전투이다. 조우전은 일반적으로 이동 중인 두 부대 간에 예기치 않게 충돌이 발생할 때 소단위로 우연히 발생할 수 있다. 그러나 군사 정보, 감시, 정찰이 비효율적인 상황에서 조우전이 대단위로 발생할 수 있다.

## 참고 문헌
- US Department of Defense Dictionary
- Headquarters, Department of the Army (2001년 6월 14일). 《FM 3–0, Operations》. Washington, DC: GPO. OCLC 50597897. 2002년 2월 19일에 원본 문서 (PDF inside ZIP–SFX)에서 보존된 문서. 2013년 8월 19일에 확인함.